# Paul Hippolyte Flandrin
Paul-Hippolyte Flandrin, né le 20 novembre 1856 dans  l'ancien 10e arrondissement de Paris et mort le 19 mars 1921 à Paris 6e, est un peintre, majoritairement d'art sacré, portraitiste et décorateur.

## Biographie

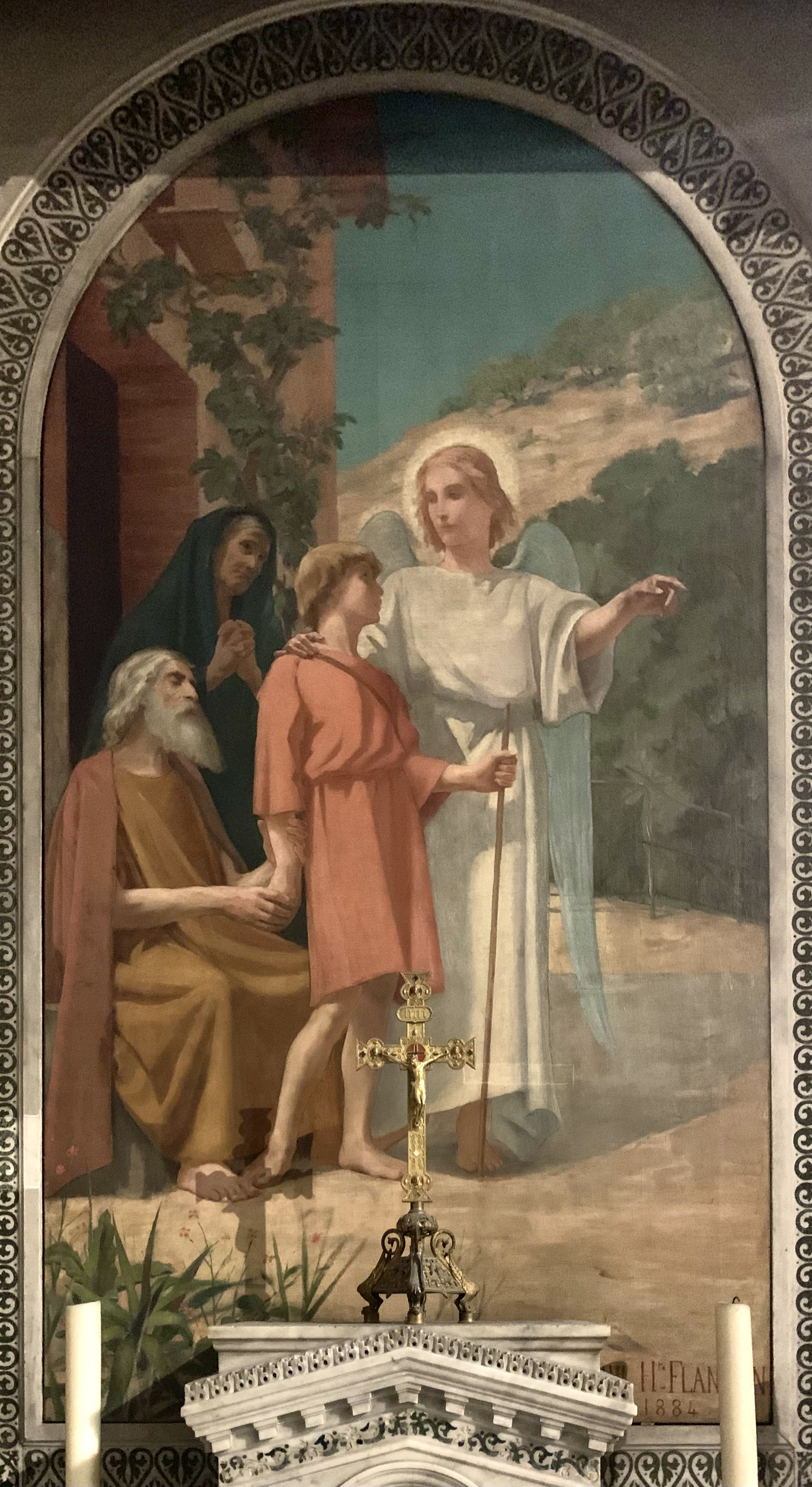
Tobie et l'Ange, Paul-Hippolyte Flandrin, huile sur toile, 1884, église Saint-Nizier, Lyon

Il est le fils du peintre lyonnais Hippolyte Flandrin et d'Aimée-Caroline Ancelot.
Artiste comme son père, il est l'élève de Jean-Auguste-Dominique Ingres et expose ses peinture dans les Salons parisiens et lyonnais dans les années 1880 et 1890.
Paul-Hippolyte Flandrin est reconnu pour sa peinture religieuse, obtenant en 1886 la médaille d'or de l'Association de l'art chrétien au salon de Rouen.